# هربرت أشترنبوش
هربرت أشترنبوش (ولد 23 نوفمبر 1938 - 2022) (بالألمانية: Herbert Achternbusch) مخرج أفلام وكاتب ورسام ألماني، أفلامه السريالية الفوضوية ليست معروفة عند جمهور واسع في ألمانيا، على الرغم من أن واحد منها وهو فلم «الشبح» (Das Gespenst) أحدث ضجة كبيرة في عام 1983 بسبب محتوياته المعادية للتدين.
في عام 1981 أخرج فيلم «إروين الزنجي» (Der Neger Erwin) والذي تضمن في مهرجان برلين السينمائي في نسخته الواحدة والثلاثين، وفي العام التالي أخرج فيلم «الشبح» (Das Gespenst) والذي أُدخل أيضاً إلى مهرجان برلين السينمائي هذه المرة بنسخته الثالثة والثلاثين، وبعدها في عام 1988 أخرج فيلم «أين؟» (Wohin?) وعرض في مهرجان برلين السينمائي الثامن والثلاثين، وفي عام 1995 أخرج فيلم «هاديس» (Hades) هذه المرة في المهرجان نفسه بنسخته الخامسة والأربعين.

## وصلات خارجية
- هربرت أشترنبوش على موقع IMDb (الإنجليزية)
- هربرت أشترنبوش على موقع مونزينجر (الألمانية)
- هربرت أشترنبوش على موقع ألو سيني (الفرنسية)
- هربرت أشترنبوش على موقع ميوزك برينز (الإنجليزية)
- هربرت أشترنبوش على موقع أول موفي (الإنجليزية)
- هربرت أشترنبوش على موقع قاعدة بيانات الأفلام السويدية (السويدية)
- هربرت أشترنبوش على موقع ديسكوغز (الإنجليزية)
- هربرت أشترنبوش على موقع قاعدة بيانات الفيلم (الإنجليزية)
- هربرت أشترنبوش على موقع كينوبويسك (الروسية)